# Tenby

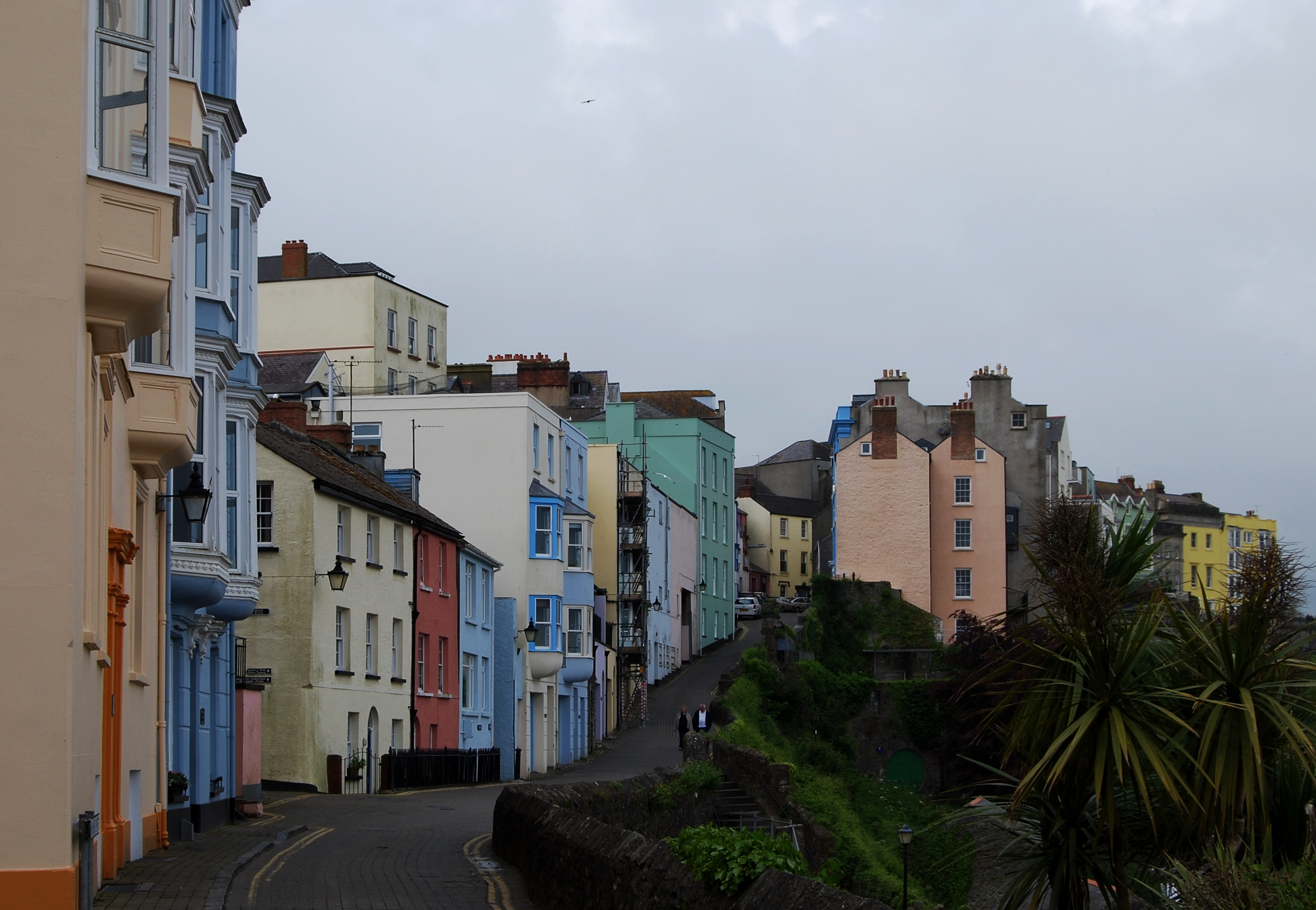
Tenby (Galles): Crackwell Street

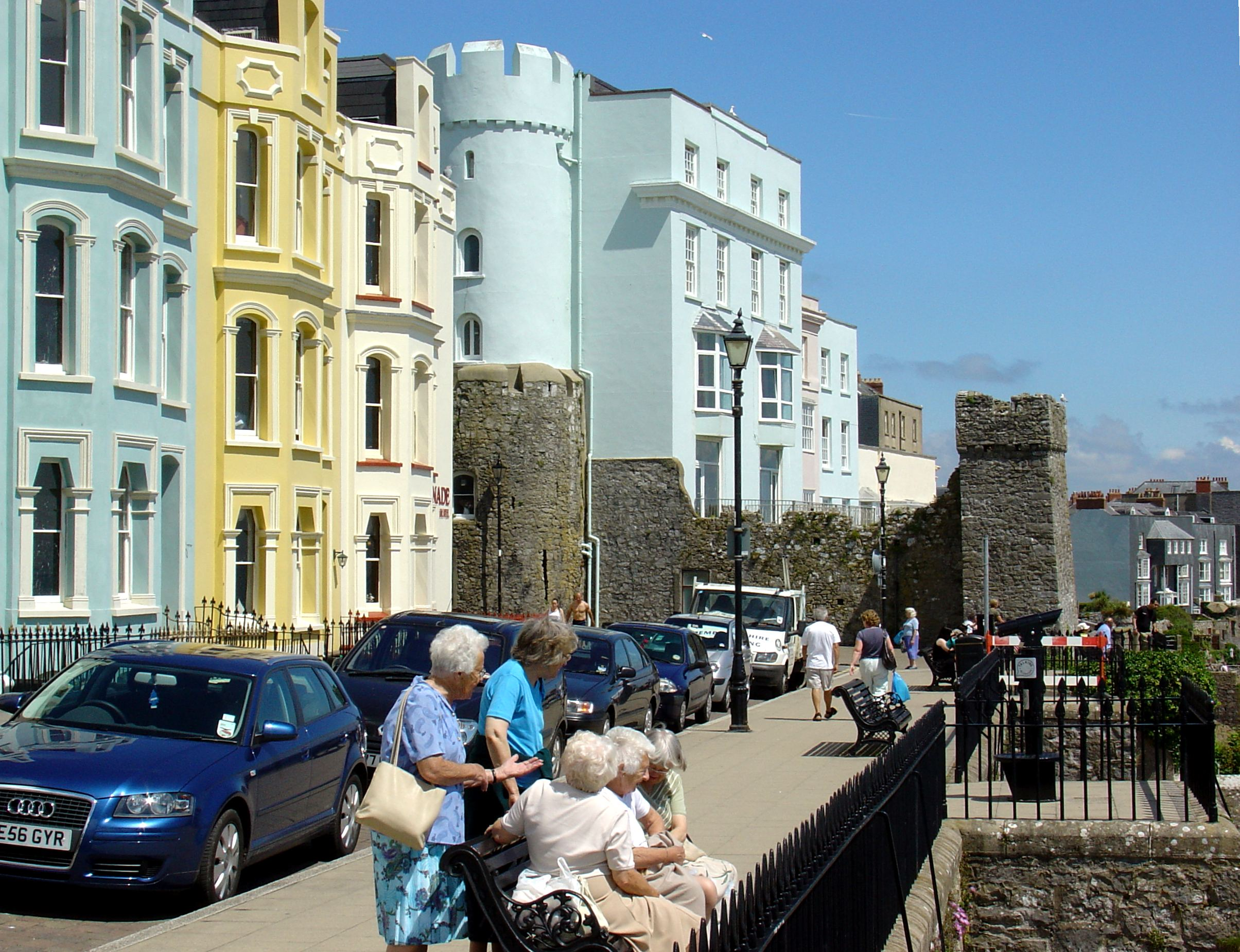
Edifici variopinti a Tenby

Tenby (in gallese:  Dinbych-y-pysgod; 5 000 ab. circa) è una località balneare del Galles sud-occidentale, appartenente, dal punto di vista amministrativo, alla contea del Pembrokeshire (contea tradizionale: Dyfed), affacciata sulla Baia di Carmarthen (Carmarthen Bay, Bae Caerfyrddin) e situata all'interno del Pembrokeshire Coast National Park.
È la più grande città della Gran Bretagna situata all'interno di un parco nazionale.

## Etimologia
Il toponimo gallese Dinbych-y-pysgod significa letteralmente "piccolo forte dei pesci". La città di Denbigh ha lo stesso significato ma senza il suffisso.

## Geografia fisica

### Collocazione
Tenby si trova ad ovest della Penisola di Gower ed è situata a circa 15 km ad est di Pembroke, a circa 60 km a sud-est della cittadina di St David's e circa 85 km ad ovest di Swansea.
Al largo di Tenby si trovano le isole di Caldey e St Margaret's Island.

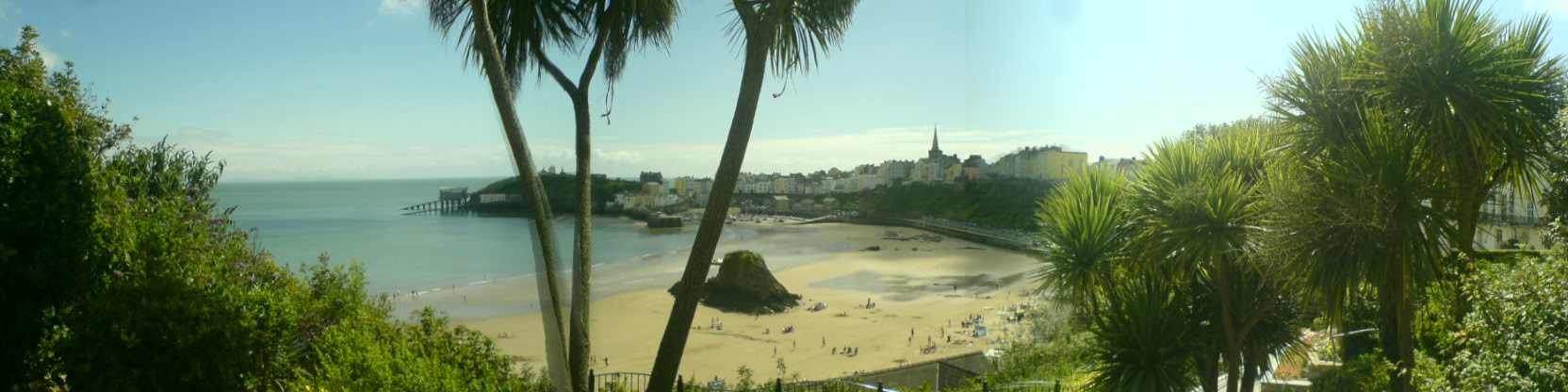
Panorama di Tenby

## Monumenti
- Castello di Tenby